# Therapeutic Advances in Gastroenterology
Therapeutic Advances in Gastroenterology, abgekürzt Ther. Adv. Gastroenterol., ist eine wissenschaftliche Fachzeitschrift, die vom SAGE-Verlag veröffentlicht wird. Die Zeitschrift erscheint derzeit mit sechs Ausgaben im Jahr. Es werden Arbeiten aus allen Bereichen der Gastroenterologie veröffentlicht.
Der Impact Factor lag im Jahr 2019 bei 3,520. Nach der Statistik des ISI Web of Knowledge wird das Journal mit diesem Impact Factor in der Kategorie Gastroenterologie und Hepatologie an 19. Stelle von 76 Zeitschriften geführt.